# Edílson
Edílson (n. 17 septembrie 1970) este un fost fotbalist brazilian.

## Statistici
| Brazilia | Brazilia | Brazilia |
| An       | Meciuri  | Goluri   |
| -------- | -------- | -------- |
| 1993     | 2        | 0        |
| 1994     | 0        | 0        |
| 1995     | 0        | 0        |
| 1996     | 0        | 0        |
| 1997     | 0        | 0        |
| 1998     | 0        | 0        |
| 1999     | 0        | 0        |
| 2000     | 2        | 0        |
| 2001     | 7        | 4        |
| 2002     | 10       | 2        |
| Total    | 21       | 6        |